# Arcediano (kommunhuvudort)
Arcediano är en kommunhuvudort i Spanien. Den ligger i provinsen Provincia de Salamanca och regionen Kastilien och Leon, i den centrala delen av landet, 170 km väster om huvudstaden Madrid. Arcediano ligger 826 meter över havet och antalet invånare är 104.
Terrängen runt Arcediano är platt. Runt Arcediano är det glesbefolkat, med 17 invånare per kvadratkilometer. Närmaste större samhälle är Salamanca, 16,3 km sydväst om Arcediano. Trakten runt Arcediano består till största delen av jordbruksmark.